# Накодочес (округ, Техас)
Шаблон:StateAbbr_ 31°37′ пн. ш. 94°37′ зх. д. / 31.61° пн. ш. 94.61° зх. д.
Округ  Накодочес (англ. Nacogdoches County) — округ (графство) у штаті  Техас, США. Ідентифікатор округу 48347.

## Історія
Округ утворений 1856 року.

## Демографія
За даними перепису 2000 року загальне населення округу становило 59203 осіб, зокрема міського населення було 30877, а сільського — 28326. Серед мешканців округу чоловіків було 28522, а жінок — 30681. В окрузі було 22006 домогосподарств, 14039 родин, які мешкали в 25051 будинках. Середній розмір родини становив 3,08.
Віковий розподіл населення поданий у таблиці:
| Стать    | До 15 років | 15-21 | 22-29 | 30-39 | 40-49 | 50-65 | 65-85 | Понад 85 |
| -------- | ----------- | ----- | ----- | ----- | ----- | ----- | ----- | -------- |
| Чоловіки | 6095        | 4619  | 4052  | 3496  | 3575  | 3716  | 2704  | 265      |
| Жінки    | 5705        | 5635  | 3763  | 3613  | 3769  | 3998  | 3511  | 687      |

## Суміжні округи
- Раск — північ
- Шелбі — північний схід
- Сан-Августин — південний схід
- Анджеліна — південь
- Черокі — захід

## Виноски
1. ↑  https://publications.newberry.org/ahcbp/documents/TX_Individual_County_Chronologies.htm
2. ↑  U.S. Decennial Census. United States Census Bureau. Архів оригіналу за 12 травня 2015. Процитовано 5 травня 2015.
3. ↑  Texas Almanac: Population History of Counties from 1850–2010 (PDF). Texas Almanac. Архів оригіналу (PDF) за 19 квітня 2015. Процитовано 5 травня 2015.
4. ↑  State & County QuickFacts. United States Census Bureau. Архів оригіналу за 28 липня 2011. Процитовано 22 грудня 2013.(англ.) Наведено за англійською вікіпедією.
5. ↑  American FactFinder. Бюро перепису населення США. Архів оригіналу за 26 лютого 2012. Процитовано 31 січня 2008.

| США | Це незавершена стаття з географії США. Ви можете допомогти проєкту, виправивши або дописавши її. |